# Ivanivka, Lîpova Dolîna
Ivanivka (în ucraineană Іванівка) este un sat în comuna Iasnopilșciîna din raionul Lîpova Dolîna, regiunea Sumî, Ucraina.

## Demografie
Componența lingvistică a localității Ivanivka
     Ucraineană (100%)
Conform recensământului din 2001, toată populația localității Ivanivka era vorbitoare de ucraineană (100%).